# Nick Petrie
Pour les articles homonymes, voir Petrie.
Nick Petrie, né Nicholas Petrie, est un romancier américain, auteur de roman policier.

## Biographie
Nick Petrie fait des études à l'université de Washington. Il remporte un Hopwood Award (en) pour une nouvelle alors qu'il est étudiant de premier cycle à l'université du Michigan. Sa nouvelle At the Laundromat gagne le concours 2006 Short Story Contest dans The Seattle Review (en).
En 2016, il publie son premier roman, The Drifter, premier volume d'une série mettant en scène Peter Ash, un vétéran de la guerre en Irak et en Afghanistan aux prises avec des problèmes de stress post-traumatique. Avec ce roman, il est lauréat du prix Barry et du prix Thriller 2017 dans la catégorie meilleur premier roman.

## Œuvre

### Romans

#### SériePeter Ash
- The Drifter (2016)
- Burning Bright (2017)
- Light It Up (2018)
- Tear It Down (2019)
- The Wild One (2020)
- The Breaker (2021)
- The Runaway (2022)
- The Price You Pay (2024)

## Prix et distinctions

### Prix
- Prix Barry 2017 du meilleur premier roman pour The Drifter[1]
- Prix Thriller 2017 du meilleur premier roman pour The Drifter[2]

### Nominations
- Prix Hammett 2016 du meilleur premier roman pour The Drifter[3]
- Prix Anthony 2017 du meilleur premier roman pour The Drifter[4]
- Prix Edgar-Allan-Poe 2017 du meilleur premier roman pour The Drifter[5]
- Prix Barry 2019 du meilleur thriller pour Light It Up[1]
- Prix Barry 2021 du meilleur thriller pour The Wild One[1]